# Halloween: 20 lat później
Halloween: 20 lat później (tytuł oryg. Halloween H20: Twenty Years Later) – amerykański film fabularny (horror z podgatunku slasher) powstały w 1998 roku, będący siódmą częścią cyklu Halloween. To także pierwszy reboot cyklu – jest bezpośrednią kontynuacją filmów Halloween i Halloween II – tym samym ignorując części czwartą, piątą i szóstą. Komercyjny sukces filmu Steve’a Minera, twórcy drugiej i trzeciej części Piątku, trzynastego, przyczynił się do realizacji kolejnego sequela – Halloween: Resurrection (2002).
Jest to pierwszy film (jeśliby odliczyć Halloween III), w którym nie występuje aktor Donald Pleasence (zm. 1995). Postać dotąd przez niego grana, doktor Samuel „Sam” Loomis, zostaje jedynie wspomniana przez bohaterów epizodycznych, zaś słychać jedynie narrację nt. stanu psychicznego Michaela Myersa w prologu.

## Fabuła
Przed laty Laurie Strode była prześladowana przez psychopatycznego mordercę – swojego niezrównoważonego brata, Michaela Myersa. Obecnie, pod zmienionym nazwiskiem, jako Keri Tate, mieszka w niewielkim kalifornijskim miasteczku Summer Glen. Pracuje jako dyrektor prywatnej szkoły średniej, samotnie wychowując siedemnastoletniego syna Johna. Zbliża się święto Halloween, co przyczynia się do retrospekcyjnego powrotu koszmarów sprzed lat. Laurie obawia się o własne życie. Jeszcze nie wie, że słusznie.

## Obsada
- Jamie Lee Curtis – Laurie Strode / Keri Tate
- Josh Hartnett – John Tate
- Michelle Williams – Molly Cartwell
- Adam Arkin – Will Brennan
- Jodi Lyn O’Keefe – Sarah Wainthrope
- Adam Hann-Byrd – Charles „Charlie” Deveraux
- LL Cool J – Ronald „Ronny” Jones
- Janet Leigh – Norma Watson
- Nancy Stephens – Marion Chambers-Whittington
- Joseph Gordon-Levitt – Jimmy
- Branden Williams – Tony
- Chris Durand – Michael Myers
- LisaGay Hamilton – żona Ronny’ego (głos)
- Larisa Miller – mama Casey
- Emmalee Thompson – Casey
- Tom Kane – dr Sam Loomis (głos)
- Steve Miner – pracownik szkoły

## Produkcja
Początkowo to John Carpenter miał objąć stanowisko reżyserskie przy okazji realizacji tego filmu. Gwiazda projektu, Jamie Lee Curtis, która jako Laurie Strode pojawiła się już w filmach Halloween (1978) i Halloween 2 (1981), chciała zjednoczyć na planie twórców i członków obsady pierwowzoru. Nie udało jej się to, a Carpenter ostatecznie nie został zaangażowany w produkcję z powodów finansowych. Na reżysera wytypowano Steve’a Minera.
Nadmieniona Jamie Lee Curtis powtórzyła w filmie główną rolę. Na udział w Halloween: 20 lat później Curtis zdecydowała się do dopiero po zaakceptowaniu przez Minera jej uwag odnośnie do filmu.
Roboczy tytuł obrazu nawiązywał do jednego z poprzednich elementów serii i brzmiał Halloween 7: The Revenge Of Laurie Strode.

### Tworzenie scenariusza
Scenarzysta i producent Kevin Williamson był zaangażowany w różne obszary produkcji filmu. Wprawdzie to on był pierwotnym autorem scenariusza filmowego, lecz po jego kłótni z Jamie Lee Curtis, twórcy odrzucili ten skrypt. Oficjalny scenariusz napisany przez Roberta Zappię i Matta Greenberga został przeredagowany przez Williamsona, który to w charakterze tzw. „script doctora” wprowadził kosmetyczne zmiany w dialogach bohaterów, szczególnie nastoletnich protagonistów. Wytwórnie Miramax i Dimension Films uznały Williamsona za zasłużonego współtwórcę filmu i uwzględniły go w czołówce jako koproducenta wykonawczego.
Pierwotnie Kevin Williamson wzbogacił segment 20 lat później o zupełnie odmienne detale i inne zakończenie. W miejsce Nancy Stephens, która grała pielęgniarkę doktora Loomisa, miała pojawić się jego córka, Rachel Loomis, która posiadałaby na komputerze pliki dotyczące Laurie Strode. Rachel, wróciwszy do domu, miałaby zastać komputer włączony, a następnie zostałaby szybko zamordowana. Ponadto w punkcie kulminacyjnym Michael Myers miał zginąć poprzez ścięcie głowy wskutek wypadku.
Scenariusz autorstwa Zapii i Greenberga ignoruje wydarzenia, które miały miejsce w częściach 4-6 serii Halloween.

#### Aspekty kontynuacyjne[3]
Doniesienia, że prymarne zamierzenia Kevina Williamsona wobec filmu Halloween: 20 lat później obejmowały ciągłość z wydarzeniami z części Powrót Michaela Myersa (1988), Zemsta Michaela Myersa (1989) i Przekleństwo Michaela Myersa (1995), są trafne. Istniała scena, w której uczeń Laurie Strode zdawał raport o zabójstwach w Haddonfield i rozmawiał o Jamie Lloyd. Ponieważ koncepcja filmu z początku miała w planach wspomnienie o postaci Jamie, Williamson musiał wyjaśnić, w jaki sposób wskrzeszono postać Laurie, gdyż w Halloween IV rzekomo zginęła ona w wypadku. Raport jej ucznia miał stanowić kronikę z życia Jamie, a Laurie, słysząc o jej śmierci, miała wyjść z klasy pogrążona w żalu, następnie udać się do toalety i tam zwymiotować. Scena ta, oczywiście, nie znalazła się w ostatecznej wersji filmu.
Istniał również alternatywny plan realizacji kolejnego sequela, Halloween: Resurrection (2002), w którym to Michael Myers − domniemanie zabity w części siódmej − miał zostać zastąpiony podszywającym się pod niego mordercą. Z idei tej zrezygnowano; w „ósemce” oponentem również stał się Myers, a jego rzekomą śmierć wytłumaczono w mocno naciągany sposób.

## Nagrody i wyróżnienia
- 1998, Sitges − Catalonian International Film Festival:
  - nominacja do nagrody w kategorii najlepszy film (nominowany: Steve Miner)
- 1999, Academy of Science Fiction, Fantasy & Horror Films, USA:
  - nominacja do nagrody Saturna w kategorii najlepszy horror
  - nominacja do nagrody Saturna w kategorii najlepsza aktorka (Jamie Lee Curtis)
- 1999, Blockbuster Entertainment Awards:
  - nominacja do nagrody Blockbuster Entertainment w kategorii ulubiony aktor − rola w horrorze (Adam Arkin)
  - nominacja do nagrody Blockbuster Entertainment w kategorii ulubiona aktorka − rola w horrorze (Jamie Lee Curtis)
  - nominacja do nagrody Blockbuster Entertainment w kategorii ulubiony aktor-debiutant (Josh Hartnett)
  - nominacja do nagrody Blockbuster Entertainment w kategorii ulubiony aktor drugoplanowy − rola w horrorze (LL Cool J)
- 1999, MTV Movie Awards:
  - nominacja do MTV Movie Award w kategorii przełomowa rola męska (Josh Hartnett)
- 1999, Young Artist Awards:
  - nominacja do Nagrody Młodych Artystów w kategorii najlepsza rola w filmie fabularnym − młoda aktorka drugoplanowa (Michelle Williams)

## Box Office
| USA | US$ 55,041,738 |